# لخبة صينية
اللخبة الصينية (الاسم العلمي:Livistona chinensis) هي نوع من النباتات تتبع جنس اللخب من الفصيلة الفوفلية.